# Rehhorst
Rehhorst település Németországban, Schleswig-Holstein tartományban. Lakosainak száma 728 fő (2023. december 31.). Rehhorst Reinfeld és Heidekamp községekkel határos.

## Népesség
A település népességének változása:
| Lakosok száma | 324  | 711  | 700  | 740  | 727  | 728  |
|               | 1975 | 2017 | 2019 | 2021 | 2022 | 2023 |